# Naoki Mori
Naoki Mori (森 直樹, Mori Naoki) est un footballeur japonais né le 5 mai 1972 dans la préfecture de Nagasaki au Japon.